# هیئت تولیدات جنگی
هیئت تولیدات جنگی (انگلیسی: War Production Board) یا WPB سازمانی در دولت ایالات متحده آمریکا بود که در ژانویه ۱۹۴۲ در دوران جنگ جهانی دوم به دستور رئیس‌جمهور آمریکا فرانکلین دلانو روزولت توسط فرمان اجرایی ۹۰۲۴ تأسیس شد.
هیئت تولیدات جنگی وظیفه داشت تا فعالیت‌های صنایع را از محصولات زمان صلح به نیازهای جنگی تغییر دهد و از تولید کالاهای غیرضروری جلوگیری کند.
از ۱۹۴۲ تا ۱۹۴۵، این هیئت بر تولید ۱۸۳ میلیارد دلار اسلحه و دیگر کالاهای جنگی نظارت کرد که یک چهارم آن شامل هواپیماهای جنگی و یک چهارمش هم شامل کشتی‌های جنگی بود. با این وجود این هیئت توانست استاندارد زندگی شهروندان آمریکایی را در زمان جنگ در همان حد استاندارد زندگی زمان صلح نگه دارد.
هیئت تولیدات جنگی اندکی پس از تسلیم شدن ژاپن در سال ۱۹۴۵ منحل شد.